# 科斯泰尔市镇

科斯泰尔市镇於斯洛維尼亞的位置

科斯泰尔市镇是斯洛文尼亞南部的一個市镇，行政中心为瓦斯。市镇面積为56.09平方公里，2018年人口数量为637人。

## 外部連結
- 官方网站  （斯洛文尼亚文）